# De Bruijn–Erdős-tétel (illeszkedési geometria)
A matematika, azon belül az illeszkedési geometria területén a de Bruijn–Erdős-tétel, első publikációja Nicolaas Govert de Bruijn and Paul Erdős (1948), alsó korlátot határoz meg a projektív sík n pontja által meghatározott egyenesek számára. A dualitás miatt a tétel korlátot ad a projektív sík egyenesei által meghatározott metszéspontok számára is.
Bár az Erdősék által megadott bizonyítás kombinatorikus, de Bruijn és Erdős feljegyezték, hogy az euklideszi geometria területén a tételükkel analóg eredmény a Sylvester–Gallai-tétel következménye, a pontok számán végzett egyszerű indukció segítségével bizonyítható.

## A tétel kimondása

Hét, majdnem egy egyenesbe eső pont („near-pencil”)

Legyen P a projektív sík nem kollineáris n pontjának konfigurációja. Legyen t a P által meghatározott egyenesek száma. Ekkor
- t ≥ n, valamint
- ha t = n, bármely két egyenesnek pontosan egy P-beli közös pontja van. Ekkor P vagy egy projektív sík, vagy egy ún. near pencil, tehát éppen n − 1 pontja kollineáris.

## Az euklideszi eset bizonyítása
A tétel három, nem kollineáris pont esetében nyilvánvalóan igaz. Teljes indukcióval haladunk tovább.
Tegyük fel, hogy n > 3 és a tétel igaz volt az n − 1 esetre.
Legyen P a projektív sík nem kollineáris n pontjának konfigurációja.
A Sylvester–Gallai-tétel szerint létezik olyan egyenes, amely pontosan két P-beli pontot tartalmaz. Az ilyenek a „közönséges egyenesek” (ordinary lines).
Legyen a és b a P-be tartozó, egy közönséges egyenesen fekvő két pont.
Ha az a pont eltávolításával kollineáris pontokat kapunk, akkor P egy n egyenesből álló near pencil-t határoz meg (n − 1, a-n átmenő közönséges egyenes, plusz a többi n − 1 ponton átmenő egyenes).
A másik eset, hogy az a eltávolításával olyan P'  halmazt kapunk, ami n − 1 nem kollineáris pontból áll.
Az indukciós feltevés alapján P'  legalább n − 1 egyenest határoz meg. Az a és b által meghatározott közönséges egyenes nincs ezek között, tehát P legalább n egyenest határoz meg.

## J. H. Conway bizonyítása
Conway megalkotott egy tisztán kombinatorikus bizonyítást, ami kombinatorikus volta miatt szintén működik a komplex számokon, kvaterniókon és októniókon értelmezett pontokon és egyeneseken is.

## Fordítás
- Ez a szócikk részben vagy egészben a De Bruijn–Erdős theorem (incidence geometry) című angol Wikipédia-szócikk ezen változatának fordításán alapul.  Az eredeti cikk szerkesztőit annak laptörténete sorolja fel. Ez a jelzés csupán a megfogalmazás eredetét és a szerzői jogokat jelzi, nem szolgál a cikkben szereplő információk forrásmegjelöléseként.